# Bang Na–Suvarnabhumi Line
Линия Бангна-Суварнабхуми (Серебряная линия) — предложенная легкорельсовая линия в Бангкоке, которая должна связать район Бангна и аэропорт Суварнабхуми. Несмотря на то, что линия не была включена в план развития метрополитена Бангкока, в декабре 2015, Bangkok Metropolitan Administration заявила, что ее строительство будет предложено в ближайшем будущем. В апреле 2016 года заместитель губернатора Аморн Китчавенгкул сказал, что проект будет стоить 20 миллиардов бат и строительство займёт от 3 до 6 лет. Проект облегчит нагрузку на улице Дебаратана-роуд.
Изначально линия появилась в Mass Rapid Transit Master Plan (MTMP, План по развитию метрополитена) 1994 года, и изменена в 1996 году. Она была продолжением системы Tanayong SkyTrain, пока в 2000 году не была отменена другим планом, Urban Rail Transportation Master Plan in Bangkok and Surrounding Areas (URMAP). Позже, на встрече Офиса транспорта и планирования в 2004 году было решено, что транспортная система должна расширяться вслед за Бангкоком. В итоге конечными станциями линии Серебряной линии стали перекресток Си Ям и аэропорт Суварнабхуми.

## Подробности проекта
- Это планируемая легкорельсовая линия, которая может быть заменена на обычную железнондорожную по желанию оператора.
- Предлагаемая ширина колеи 1435 мм (стандартная колея), электрификация осуществляется с помощью третьего рельса.
- В системе может использоваться автоматическая сигнальная система и автоматическая система оплаты.

### Депо
Депо будет иметь площадь 46400 кв.м. и будет располагаться в Тхана Сити, для чего Бангкок купит землю у компании U City, владельца проекта Тхана Сити.

### Станции
14 станций линии будут включать в себя 13 надземных и 1 подземную станцию.
Длина каждой станции составит примерно 250 метров, а ширина — 18 метров (кроме подземной станции шириной 20 метров). Для безопасности станции будут станциями закрытого типа.

## Список станций
Несмотря на то, что названия станций уже известны, их коды всё ещё не определены.
| Код | Название                    | Тайское название | Пересадки               | Расположение |
| --- | --------------------------- | ---------------- | ----------------------- | ------------ |
|     |                             |                  |                         |              |
|     | Bang Na                     | บางนา            | BTS : Bang Na, Udom Suk | Бангкок      |
|     | Prapha Montri               | ประภามนตรี        |                         | Бангкок      |
|     | Bang Na-Trat 17             | บางนา-ตราด 17    |                         | Бангкок      |
|     | Bang Na-Trat 25             | บางนา-ตราด 25    |                         | Бангкок      |
|     | Wat Si Iam                  | วัดศรีเอี่ยม         | MRL : Si Iam            | Бангкок      |
|     | Prem Ruethai                | เปรมฤทัย          |                         | Самутпракан  |
|     | Bang Na-Trat Km.6           | บางนา-ตราด กม. 6 |                         | Самутпракан  |
|     | Bang Kaeo                   | บางแก้ว           |                         | Самутпракан  |
|     | Kanchanaphisek              | กาญจนาภิเษก       |                         | Самутпракан  |
|     | Wat Salut                   | วัดสลุด            |                         | Самутпракан  |
|     | King Kaeo                   | กิ่งแก้ว            |                         | Самутпракан  |
|     | Thana City                  | ธนาซิตี้            |                         | Самутпракан  |
|     | Krirk University            | ม.เกริก           |                         | Самутпракан  |
|     | Suvarnabhumi South Terminal | สุวรรณภูมิ อาคารใต้  | ARL : Suvarnabhumi      | Самутпракан  |

## Изменения маршрута
- 2016 — начало было перемещено со станции BTS Удомсук на перекрёсток Сунпхавут, напротив Провинциального суда Пхракханонг и нового районного управления. Это изменение упростит поездки до этих структур.
- Май 2018 — Управление транспорта и планирования и Japan International Cooperation Agency согласились о том, что нужно полностью поменять маршрут. Линия была продлена от перекрёстка Санпхавут над улицей Тханг Ротфай Сайкао Пакнам Роуд до улицы Ат Наронг Роуд, вдоль шоссе Чалем Маханакхон, и заканчивается у реки Чаупхрая. Район вокруг конечной у реки станет новой экономической зоной государственных железных дорог Таиланда.[5] Кроме этого, была обсуждена отмена маршрута Тхана Сити — Си Вари Ной Темпл. Отмена этого маршрута увеличит протяженность линии, но суть в перемещении пассажиров из и в аэропорт Суварнабхуми.